# 生体鉱物
生体鉱物(せいたいこうぶつ、バイオミネラル)とは、生体によって形成された無機化合物の総称である。
様々な植物や動物によって形成され、特に強い組織構造を構築する。これをバイオミネラリゼーション（生体鉱物形成作用）という。生体鉱物の例として、貝殻や歯などがある。現在、約60の生体鉱物が知られている。
生体鉱物の応用が材料科学において研究され、医療技術や建築での利用が考えられている。

## 例
- 燐灰石（エナメル質、象牙質、骨、腕甲殻、尿路結石）
- アラレ石（貝殻）
- 方解石
- オパール（プラント・オパール）
- 石英
- ヴァテライト（イガイの殻、鳥の卵、腕足動物）